# Верхня Ділянка
Верхня Ділянка (Верхня Дільниця) — пасажирський зупинний пункт Жмеринської дирекції Південно-Західної залізниці, розташований на дільниці Жмеринка — Гречани між зупинним пунктом Масівці (відстань — 4 км) і станцією Богданівці (5 км). Відстань до ст. Жмеринка — 83 км, до ст. Гречани — 23 км.
Відкритий 1974 року.